# إيريك كرونبيرغ
إيريك كرونبيرغ (بالإنجليزية: Eric Kronberg)‏ (7 يونيو 1983 بسانتا روسا في الولايات المتحدة - ) هو لاعب كرة قدم أمريكي في مركز حراسة المرمى. لعب مع إمباكت مونتريال وسبورتينغ كانساس سيتي وFC Montreal ‏ وSonoma County Sol ‏ وFort Lauderdale Strikers (2006–2016) ‏.

## روابط خارجية
- إيريك كرونبيرغ على موقع الدوري الأمريكي (الإنجليزية)
- إيريك كرونبيرغ على موقع قاعدة بيانات كرة القدم.إي يو (الإنجليزية)
- إيريك كرونبيرغ على موقع عالم كرة القدم.نت (الإنجليزية)
- إيريك كرونبيرغ على موقع AS.com (الإسبانية)